# Смирнова, Ольга Всеволодовна
Ольга Всеволодовна Смирнова (9 октября 1939, Москва — 30 декабря 2024) — советский российский биолог, ботаник, эколог, специалист по популяционной биологии, структурно-функциональной организации и динамике лесных экосистем, профессор, доктор биологических наук, главный научный сотрудник Центра по проблемам экологии и продуктивности лесов Российской академии наук.

## Биография
Ольга Всеволодовна Смирнова родилась 9 октября 1939 года в Москве в семье служащих. Мама, Нина Николаевна, работала переводчицей с французского языка, отец, Всеволод Михайлович, был инженером. Дед со стороны матери, Жуков Николай Алексеевич, окончил Московское высшее коммерческое училище, служил экономистом в НКИД. Другой дед, Смирнов Михаил Иванович, учился в Московском археологическом институте в Нижнем Новгороде, был историком-краеведом. В 1919 году его усилиями был основан Переславль-Залесский историко-архитектурный и художественный музей-заповедник. О. В. Смирнова участвовала в работе юннатского кружка при Всероссийском обществе охраны природы (ВООП) (руководитель Петр Петрович Смолин).
В 1958—1963 годах училась на биологическом факультете Московского государственного университета им. М. В. Ломоносова, специализировалась по кафедре геоботаники. В 1966—1992 годах работала в Проблемной биологической лаборатории МГПИ им. В. И. Ленина. В 1968 году в МГПИ им В. И. Ленина под руководством проф. А. А. Уранова защитила кандидатскую диссертацию на тему «Жизненные циклы, численность и возрастной состав популяций основных компонентов травяного покрова дубрав». В 1984 году в ЛГУ была защищена докторская диссертация на тему «Поведение видов и функциональная организация травяного покрова широколиственных лесов (на примере равнинных широколиственных лесов Европейской части СССР и липняков Сибири)». 
С конца 1980х годов изучала старовозрастные широколиственные леса на территории Ульяновского района Калужской области. Результаты этих работ легли в основу организации заповедника "Калужские Засеки", учрежденного 5 ноября 1992 года. Наблюдения динамики древостоя на десятигектарной пробной площади, заложенной в 1988 года, продолжаются и в настоящее время.   
С 1992 года являлась ведущим научным сотрудником лаборатории «Структурно-функциональная организация и динамика лесных экосистем» ЦЭПЛ РАН. C 1994 года профессор по специальности экология. В 1993—2008 годах преподавала в Пущинском государственном университете. В 2008—2014 годах была заведующей вышеупомянутой лаборатории. С 2014 года являлась главным научным сотрудником этой лаборатории.
В 2011—2012 годах читала лекции по экологии и популяционной биологии в Вологодском пединституте. В 2013—2014 годах — по лесной экологии в магистратуре МГУ.
Под научным руководством О. В. Смирновой написаны и защищены 27 кандидатских диссертаций.
Являлась членом Московского общества испытателей природы, Русского ботанического общества.
Главный редактор «Russian Journal of Ecosystem Ecology», член редколлегии «Вестника Томского университета».
Умерла 30 декабря 2024 года в возрасте 85 лет.

## Научная деятельность
Основные области научных интересов — популяционная биология и демография растений, структурно-функциональная организация и динамика лесных экосистем, история формирования и развития лесного покрова в голоцене.
На формирование научного мировоззрения О. В. Смирновой оказали влияние идеи её учителя, проф. А. А. Уранова. Основой взглядов О. В. Смирновой являются представления о ведущей роли популяций растений и животных в организации биогеоценоза. Непрерывный оборот поколений в популяциях ключевых видов считается необходимым условием для поддержания видового и структурного разнообразия и обеспечения устойчивости сообществ. Примером ключевого вида (эдификатора) являются африканские слоны, активно влияющие на биогеоценоз саванны. От биологии видов растений разных жизненных форм, их индивидуального развития и изучения онтогенетических состояний, необходимых для демографических исследований, О. В. Смирнова перешла к теории ценопопуляций как надорганизменных систем, способных к самоподдержанию в различных условиях. В итоге была создана концепция биогеоценозов как систем взаимодействующих популяций, что было важно для понимания механизмов формирования современной зональности, обусловленных деятельностью человека.
Концепция антропогенной трансформации лесного покрова в голоцене, сформулированная О. В. Смирновой, базируется на утверждении, что человек являлся основным фактором преобразования биогеоценотического покрова в голоцене. Производящее хозяйство разделило единый лесо-лугово-болотный комплекс на экосистемы, способные поддерживать себя при спонтанном развитии («теневые» леса), сформировавшие лесной пояс, и экосистемы, требующие для поддержания постоянного воздействия человека (пойменные и суходольные луга, луговые степи, леса из пионерных видов деревьев).
О. В. Смирнова является автором 180 статей, 20 разделов в коллективных монографиях и 1 монографии.

## Основные работы
- Структура травяного покрова широколиственных лесов. М.: Наука. 1987. 208 с.
- Восточноевропейские широколиственные леса / отв. ред. О. В. Смирнова. М.: Наука, 1994. 362,[1] с.
- Популяционная организация биоценотического покрова лесных ландшафтов // Успехи соврем. биол. 1998. Т. 118. № 2. С. 148—165.
- Онтогенез дерева и его отражение в структуре и динамике растительного и почвенного покрова // Экология. 2001. № 3. С. 177-81. (соавт. Бобровский М. В.)
- Старовозрастные леса Пяозерского лесхоза северо-западной Карелии // Бот. журн. 2001. Т. 86. № 1. С. 98-109. (соавт. Коротков В. Н.)
- Восточноевропейские леса: история в голоцене и современность / под ред. О. В. Смирновой. М.: Наука, 2004. Т. 1. 479 с. Т. 2. 575 с.
- Генезис восточноевропейской тайги в голоцене // Закономерности вековой динамики биогеоценозов. XXI чтения памяти академика В. Н. Сукачева. М.: Товарищество научных изданий КМК. 2006. С. 18-65. (соавт. Калякин В. Н., Турубанова С. А., Бакун Е. Ю.)
- Сукцессия и климакс как экосистемный процесс // Успехи соврем. биол. 2008. Т. 128. № 2. С. 129—144. (соавт. Торопова Н. А.)
- Модельная реконструкция восстановленного лесного покрова таежных лесов // Успехи соврем. биол. 2013. Т. 133. №. 2. С. 164—177. (соавт. Луговая Д. Л., Проказина Т. С.)
- Потенциальная растительность и потенциальный экосистемный покров //Успехи соврем. биол. 2016. том 136. № 2. С. 199—211. (соавт. Торопова Н. А.)[8]
- European Russian forest: their current state and features of their history / Ed. Olga V. Smirnova [et al.]. Dordrecht: Springer, 2017. 564 с.
- Библиография профессора О. В. Смирновой // Библиография по демографии растений. 2021. № 1. С. 1-16[9].